# Massacre des chefs tamouls en 2009
Le massacre des chefs tamouls en 2009 est le massacre des chefs des Tigres de libération de l'Îlam tamoul (LTTE) et de leurs familles qui se sont rendus à l'armée sri-lankaise le 18 mai 2009 à Mullivaikal (en), Mullaitivu et Vanni (en), au Sri Lanka. Le chef de l'aile politique du LTTE, Balasingham Nadesan (en) et Pulidevan (en) ont accepté de se rendre et ont contacté les Nations unies, les gouvernements de la Norvège, du Royaume-Uni, des États-Unis et le Comité international de la Croix-Rouge. Ils ont reçu l'assurance de Mahinda Rajapaksa, Premier ministre du Sri Lanka, et Basil Rajapaksa (en) leur a dit de se rendre à un endroit particulier. La demande des LTTE d'un tiers témoin pour superviser la reddition n'a pas été accordée par le gouvernement sri-lankais. Les LTTE se sont rendus à la 58e division (en) (Sri Lanka) portant des drapeaux blancs et auraient été abattus. Sarath Fonseka, alors chef de l'armée sri-lankaise, a déclaré qu'ils avaient été abattus sur ordre de Gotabaya Rajapaksa à Shavendra Silva (en), commandant de la 58e division (Sri Lanka). Balachandran Prabhakaran, le fils de 12 ans de Prabhakaran, a également été tué (en) après s'être rendu avec ses gardes du corps. Un panel de l'ONU a déclaré que les dirigeants du LTTE avaient l'intention de se rendre. Le gouvernement sri-lankais a nié toute accusation d'acte répréhensible,,,,,,,,,,.

## Contexte
Dans les derniers jours de la guerre civile sri-lankaise, les restes du LTTE, à court de munitions et de main-d'œuvre, se sont retrouvés piégés dans une zone d'un peu plus de 3 km à Mullivaikal avec l'armée sri-lankaise se rapprochant d'eux. Des dizaines de milliers de civils ont été pris au piège par l'armée sri-lankaise avec le LTTE. Le 14 mai 2009, des discussions ont commencé pour négocier une éventuelle reddition. Le négociant au nom du LTTE était le chef politique, Balasingham Nadesan, et le secrétaire de la paix, Seevaratnam Pulidevan.
Les dirigeants politiques des LTTE ont réussi à négocier une reddition le dernier jour de la guerre. En acceptant, comme Nadesan l'a dit à la journaliste britannique Marie Colvin, de "se conformer au résultat de tout référendum" et en plaidant pour un cessez-le-feu, les LTTE ont envoyé des messages désespérés par tous les canaux auxquels ils pouvaient penser (les Nations unies, la Croix-Rouge, les diplomates européens et intermédiaires, le membre du parlement tamoul Rohan Chandra Nehru et le journaliste du Sunday Times, Colvin). C'était une tentative désespérée de sauver la vie d'environ 300 combattants et de leurs familles. Le président sri-lankais, Mahinda Rajapaksa était au courant de la reddition négociée. Le 17 mai 2009, Marie Colvin a reçu un appel de Nadesan lui demandant de transmettre aux Nations unies qu'"ils [les LTTE] déposeraient les armes, ils voulaient une garantie de sécurité de la part des États-Unis ou de la Grande-Bretagne, et une assurance que le gouvernement sri-lankais accepterait un processus politique qui garantirait les droits de la minorité tamoule." Selon Colvin, elle a pris contact avec Vijay Nambiar (en), chef de cabinet du secrétaire général Ban Ki-moon, et a relayé les conditions de reddition des LTTE, qu'il a à son tour accepté de relayer au gouvernement.

## Incident
Dans la nuit du 17 mai, les LTTE n'avaient plus de revendications politiques mais ont demandé à Nambiar d'être présent pour garantir leur sécurité lors de la reddition. Nambiar a dit à Colvin qu'il avait été assuré par le président sri-lankais Mahinda Rajapaksa de la sécurité des combattants qui se rendaient, tout ce qu'ils avaient à faire était de "hisser haut un drapeau blanc". Nambiar lui a dit que l'assurance du président était suffisante et que sa présence n'était pas nécessaire. À 1 h 6 le 18 mai 2009, Nadesan a passé son dernier appel au député tamoul Chandrakanth Chandranehru en disant qu'ils se dirigeaient vers l'armée sri-lankaise et en déclarant : "Je hisserai le drapeau blanc aussi haut que possible." Selon des témoins, l'épouse cinghalaise de Nadesan faisait partie du front du groupe de reddition.
Quelques heures plus tard, l'armée sri-lankaise a annoncé que Nadesan, Pulidevan et les membres des LTTE qui les accompagnaient avaient été tués. Ils ont montré leurs corps ce soir-là. Le gouvernement sri-lankais a donné diverses explications contradictoires sur les décès, allant du refus de la reddition à l'affirmation que ceux qui se sont rendus ont été abattus par leurs partisans dans le dos. Le général Sarath Fonseka, commandant de l'armée sri-lankaise à l'époque, a affirmé que le ministre de la Défense Gotabaya Rajapaksa avait donné des instructions à Shavendra Silva, commandant de la 58e division, pour tuer les membres des LTTE qui se rendaient.  De nombreux témoins se sont présentés pour dire que l'armée sri-lankaise avait tué les membres des LTTE qui se rendaient. Des photos ont fait surface de Balachandran Prabhakaran, le fils de 12 ans du fondateur et dirigeant du LTTE, Velupillai Prabhakaran, vivant, indemne et détenu par l'armée. Une photo prise quelques heures plus tard montre le cadavre du garçon abattu cinq fois dans la poitrine. D'autres photos sont apparues d'Isaipriya, le diffuseur de télévision des LTTE, vivant et sous la garde de l'armée sri-lankaise. Des images obtenues par Channel 4 News montrent un certain nombre de cadavres, dont celui d'Isaipriya, qui présentait des signes d'agression sexuelle possible. Ces nouveaux rapports de témoins oculaires, photos et vidéos font partie des preuves de plus en plus nombreuses de soldats sri-lankais exécutant sommairement des tamouls capturés dans les dernières étapes de la guerre.
L'incident du drapeau blanc a été largement présenté dans un rapport de l'ONU qui non seulement a confirmé la crédibilité des allégations de crimes de guerre contre le gouvernement sri-lankais et a conduit au lancement d'une enquête complète, mais a également appelé à revoir les actions de l'ONU à la fin de la guerre.